# فرودگاه پورتوروژ
 فرودگاه پورتوروژ (به انگلیسی: Portorož Airport) (به زبان بومی: Aerodrom Portorož) یک فرودگاه همگانی با کد یاتا POW است که یک باند فرود آسفالت دارد و طول باند آن ۱۲۰۵ متر است. این فرودگاه در کشور اسلوونی قرار دارد و در ارتفاع ۲ متری از سطح دریا واقع شده است.